# Liverpool Okahandja
Liverpool Okahandja ist ein Fußballverein aus Okahandja in Namibia.

## Geschichte
Der Verein konnte seit seiner Gründung einen Meistertitel in der Saison 2001/02 erreichen. Bereits in der folgenden Saison 2002/03 konnte der Verein nicht mehr an seine Erfolge anknüpfen und erreichte nur Rang neun.
1992 wurde Liverpool namibischer Pokalsieger. Beim folgenden African Cup Winners’ Cup scheiterte der Verein in der ersten Runde.

## Erfolge
- Namibischer Fußballmeister: 2002
- Namibischer Pokalsieger: 1992
- African Cup Winners’ Cup: 1993 1. Runde

## Bekannte Spieler
- Johannes Hindjou (1998–2003)
- Esau Tjiuoro (2001–2003)
- Jamunovandu Ngatjizeko (2002–2003)